# Сильвестр (друкар)
Сильве́стр — мандрівний друкар 1-ї половини XVII ст. (див. Люткович-Телиця Павло).
На жаль, про нього є мало відомостей. Відомо, що чимало років він був соратником Павла Домжив-Лютковича-Телиці. Судячи з мови заповіту, Сильвестр походив із Західної України (Галичини або Волині).